# Vicente Ferrer
Vicente Ferrer (Valência, 23 de janeiro de 1350 – Vannes, Bretanha, 5 de abril de 1419) foi um religioso ibérico.

## Vida
Em 1340 o pai de Vicente, Guilherme Ferrer casou-se com Constância Miguel, cuja família também tinha sido integrada na nobreza durante a conquista de Valência. Vicente foi o quarto filho do casal. Um seu irmão, Bonifácio Ferrer, foi Superior dos frades capuchinhos e realizou importantes missões diplomáticas para o antipapa Bento XIII.
Vicente foi educado em Valência e completou os estudos em filosofia quando tinha quatorze anos. Em 1367 entrou na Ordem Dominicana e no ano seguinte foi enviado para a casa de estudos de Barcelona. Em 1370 ensinou filosofia em Lérida. Um dos seus alunos foi Pierre Foulup, posteriormente Grande Inquisidor em Aragão.
Em 1373 São Vicente regressa ao "Studium arabicum et hebraicum" dos Dominicanos em Barcelona. Em 1377 foi enviado a Toulouse para prosseguir os seus estudos. Em 1379 Vicente trabalhou com o cardeal Pedro de Luna, legado da Corte de Aragão e futuro antipapa Bento XIII, e que trabalhava para obter a obediência do Pedro IV de Aragão para com Avinhão. Totalmente convencido da legitimidade dos argumentos dos pontífices de Avinhão, foi um dos seus maiores entusiastas. De 1385 a 1390 ensinou teologia na escola da Catedral de Valência.
Em Salamanca, a rainha Iolanda de Aragão escolheu-o por confessor, entre 1391 e 1395. Durante esse período foi citado pela Inquisição por pregar publicamente que «Judas fez penitência». No entanto o seu protector, Pedro de Luna, recentemente nomeado antipapa Bento XIII, chamou o caso a si e queimou os documentos do processo. Bento XIII chamou-o a Avinhão e nomeou-o seu confessor, tendo, mais tarde Vicente recusado ser nomeado cardeal.
Durante os vinte anos seguintes, São Vicente Ferrer percorreu toda a Europa pregando, afirmando em especial a necessidade de conversão por causa do juízo final, o que o fez ser chamado por si e por teceiros, inclusive na sua bula de canonização, de "Anjo do Apocalipse". Foi canonizado pelo Papa Calisto III na igreja dominicana de Santa Maria sopra Minerva, em Roma, a 3 de Junho de 1455.